# Josef Anton Lämmle
Josef Anton Lämmle (* 17. März 1861 in Ingoldingen; † 13. September 1934 in Ellwangen) war ein deutscher Verwaltungsbeamter.

## Leben
Lämmle studierte von 1881 bis 1885 Rechts- und Staatswissenschaften an der Eberhard Karls Universität Tübingen. Ab 1881 war er Mitglied der katholischen Studentenverbindung AV Guestfalia Tübingen. 1885 legte er die erste und 1886 die zweite höhere Dienstprüfung ab. Von 1886 bis 1888 war er stellvertretender Amtmann an den Oberämtern Laupheim und Reutlingen. Anschließend war er bis 1894 Amtmann beim Oberamt Balingen. Er war ab 1894 Kollegialhilfsarbeiter und ab 1895 Regierungsassessor bei der Regierung des Schwarzwaldkreises in Reutlingen. Er war von 1898 bis 1900 Oberamtmann beim Oberamt Spaichingen und anschließend bis 1904 beim Oberamt Aalen. Ab 1904 war er Regierungsrat bei der Regierung des Jagstkreises in Ellwangen. Dort wurde er 1912 zum Oberregierungsrat und 1921 zum wirklichen Oberregierungsrat befördert. Nach der Auflösung der Kreise trat er 1924 in den zeitlichen und 1928 endgültig in den Ruhestand.

## Auszeichnungen
- 1908 Ritterkreuz 1. Klasse des Friedrichs-Ordens
- 1912 Karl-Olga-Medaille in Silber
- 1916 Charlottenkreuz
- 1916 Ritterkreuz des Ordens der württembergischen Krone